# Corybas boridiensis
Corybas boridiensis är en orkidéart som beskrevs av Pieter van Royen. Corybas boridiensis ingår i släktet Corybas, och familjen orkidéer. Inga underarter finns listade i Catalogue of Life.